# Bulakbaşı, Uludere
Bulakbaşı là một xã thuộc huyện Uludere, tỉnh Şırnak, Thổ Nhĩ Kỳ. Dân số thời điểm năm 2011 là 1.166 người.